# Pseudmelisa demiavis
Pseudmelisa demiavis är en fjärilsart som beskrevs av William James Kaye 1919. Pseudmelisa demiavis ingår i släktet Pseudmelisa och familjen björnspinnare. Inga underarter finns listade i Catalogue of Life.